# Гогкарспел
Гогкарспел (нід. Hoogkarspel) — село в нідерландській провінції Північна Голландія. Входить до муніципалітету Дрехтерланд.
Його площа становить 8,89 км², а населення станом на 2021 рік складало 8 270 осіб.
До 1979 року мало статус окремого муніципалітету.